# 9193 Geoffreycopland
9193 Geoffreycopland (1992 ED1) là một tiểu hành tinh vành đai chính được phát hiện ngày 10 tháng 3 năm 1992 bởi Steel, D. I. ở Siding Spring.